# Vaqif Cavadov
Vaqif Füzuli oğlu Cavadov, född 24 maj 1989 i Baku i Sovjetunionen, är en azerbajdzjansk fotbollsspelare som för närvarande spelar för Premjer Liqasy-klubben AZAL PFK. 

## Karriär

### Klubbkarriär
Cavadov började sin karriär i den ryska klubben PFC CSKA Moskva. Efter tre år i klubben lämnade han 2007 för att gå till den azerbajdzjanska klubben FK Qarabağ. Efter att ha slagit sig in i startelvan, under ledning av tränaren Gurban Gurbanov, förbättrades Cavadovs spel kontinuerligt, och han blev en favorit bland Qarabağs fans. Under sina två år med klubben spelade han nästan 100 matcher, och gjorde 37 mål. 26 december 2009, efter ett lyckat VM-kval, och Europa League-spel, skrev han på ett fyra- och ett halvårskontrakt med den holländska klubben FC Twente. Han lyckades dock inte debutera under sina första 8 månader, främst på grund av skador. Den 30 augusti 2010 gick Twente med på att låna ut Cavadov till FK Baku över ett år, med kravet att Twentes scouter efter låneperioden kommer att avgöra om Cavadov skall återvända till Twente, eller stanna i Baku permanent.

### Internationell karriär
Cavadov är en av det azerbajdzjanska landslagets viktigaste spelare, med fem 6 gjorda mål.

## Privatliv
Cavadov är brorson till Isgandar Cavadov, en känd azerbajdzjansk fotbollsspelare under 1980-talet.

## Utmärkelser

### Klubb
FK Qarabağ
- Azerbajdzjanska cupen: 2008-2009

 FC Twente
- Eredivisie: 2009–10
- Johan Cruijff Cupen: 2010

### Personligt
- Årets spelare i Azerbajdzjan – 2009[11]